# Lynyrd Skynyrd
Lynyrd Skynyrd (angleška izgovorjava: /ˌlɛnərd ˈskɪnərd/) je ameriška rock glasbena skupina, ki je bila ustanovljena leta 1964 v Jacksonvillu, Florida v ZDA. Ustanovili so jo pevec Ronnie Van Zant, kitarist Gary Rossington, kitarist Allen Collins, bas kitarist Larry Junstrom in bobnar Bob Burns. Skupina je zaslužna za popularizacijo glasbenega žanra Southern rock v sedemdesetih letih 20. stoletja. Sprva so se imenovali My Backyard, kasneje pa se je skupina preimenovala v The Noble Five ter One Percent, preden so leta 1969 sprejeli ime Lynyrd Skynyrd. Najbolj so zasloveli s pesmima Sweet Home Alabama in Free Bird. Van Zant, kitarist Steve Gaines ter pomožni vokalist Cassie Gaines so se 20. oktobra 1977 ubili v letalski nesreči, zaradi česar je skupina za nekaj časa prenehala z delovanjem.
Skupina je ponovno začela z delovanjem leta 1987, ko se ji je priključil Ronnijev brat, Johnny Van Zant, ki je prevzel njegovo mesto glavnega vokalista. 
Skupno je skupina v ZDA prodala 28 milijonov albumov. 13. marca 2006 so bili sprejeti v Hram slavnih rokenrola.  Januarja 2018 so najavili zaključno turnejo, s katero naj bi se skupina poslovila.

## Člani

### Končna zasedba
- Gary Rossington – kitara (1964–1977, 1979, 1987–2018)
- Rickey Medlocke – kitara, spremljevalni vokal, mandolina (1996–2018), pevec, bobni, mandolina (1971–1972)
- Johnny Van Zant – pevec (1987–2018)
- Michael Cartellone – bobni (1999–2018)
- Mark Matejka – kitara, spremljevalni vokal (2006–2018)
- Peter Keys – klaviature (2009–2018)
- Keith Christopher – Bas kitara (2017–2018)

### Člani na turnejah
- Dale Krantz-Rossington – spremljevalni vokal (1987–2018)
- Carol Chase – spremljevalni vokal (1996–2018)

## Diskografija

### Studijski albumi
| Datum izdaje       | Naslov                              | Billboard najvišja uvrstitev | RIAA cert.   | Založba    |
| ------------------ | ----------------------------------- | ---------------------------- | ------------ | ---------- |
| 13. avgust 1973    | (Pronounced 'Lĕh-'nérd 'Skin-'nérd) | 27                           | 2× platinast | MCA        |
| 25. april 1974     | Second Helping                      | 12                           | 2× platinast | MCA        |
| 24. marec 1975     | Nuthin' Fancy                       | 9                            | platinast    | MCA        |
| 2. februar 1976    | Gimme Back My Bullets               | 20                           | Zlati        | MCA        |
| 17. oktober 1977   | Street Survivors                    | 5                            | 2× platinast | MCA        |
| 11. junij 1991     | Lynyrd Skynyrd 1991                 | 64                           | —            | Atlantic   |
| 6. februar 1993    | The Last Rebel                      | 64                           | —            | Atlantic   |
| 9. avgust 1994     | Endangered Species                  | —                            | —            | Capricorn  |
| 29. april 1997     | Twenty                              | 97                           | —            | CMC        |
| 10. avgust 1999    | Edge of Forever                     | 96                           | —            | CMC        |
| 12. september 2000 | Christmas Time Again                | 38                           | —            | CMC        |
| 20. maj 2003       | Vicious Cycle                       | 30                           | —            | Sanctuary  |
| 29. september 2009 | God & Guns                          | 18                           | —            | Roadrunner |
| 21. avgust 2012    | Last of a Dyin' Breed               | 14                           | —            | Roadrunner |